# 4 Hours of Portimão 2022

Tor Autódromo Internacional do Algarve

4 Hours of Portimão 2022 – długodystansowy wyścig samochodowy, który odbył się 16 października 2022 roku. Był on ostatnią rundą sezonu 2022 serii European Le Mans Series.

## Uczestnicy
Jack Aitken powrócił do składu #34 Racing Team Turkey po nieobecności podczas poprzedniej rundy. Do składu #57 Kessel Racing wrócił Takeshi Kimura, który również nie wystąpił na torze Spa. Santiago Concepción Serrano zastąpił Marka Richardsa w załodze #6 360 Racing. Rui Andrade dołączył do załogi #30 Duqueine Team.
Załoga #55 Spirit of Race wycofała się z udziału w wyścigu po pozytywnym wyniku testu na COVID-19 u Duncana Camerona.
Załoga #32 Rinaldi Racing otrzymała zgodę na start w dwuosobowym składzie (Nicolas Varrone i Diego Alessi), z powodu problemów medycznych u Pierre'a Ehreta.

## Sesje treningowe
| Klasa                                   | Zespół                        | Kierowcy                                              | Samochód                 | Czas           | Okr.           |
| Sesja pierwsza                          | Sesja pierwsza                | Sesja pierwsza                                        | Sesja pierwsza           | Sesja pierwsza | Sesja pierwsza |
| --------------------------------------- | ----------------------------- | ----------------------------------------------------- | ------------------------ | -------------- | -------------- |
| LMP2                                    | #34 Racing Team Turkey        | Salih Yoluç Charlie Eastwood Jack Aitken              | Oreca 07                 | 1:32,592       | 44             |
| LMP3                                    | #13 Inter Europol Competition | Nicolas Pino Charles Crews Guilherme Oliveira         | Ligier JS P320           | 1:37,704       | 43             |
| LMGTE                                   | #95 Oman Racing with TF Sport | John Hartshorne Henrique Chaves Jonathan Adam         | Aston Martin Vantage AMR | 1:41,352       | 45             |
| Sesja dla kierowców z brązową kategorią |                               |                                                       |                          |                |                |
| LMP2                                    | #34 Racing Team Turkey        | Salih Yoluç Charlie Eastwood Jack Aitken              | Oreca 07                 | 1:35,287       | 16             |
| LMP3                                    | #13 Inter Europol Competition | Nicolas Pino Charles Crews Guilherme Oliveira         | Ligier JS P320           | 1:39,122       | 14             |
| LMGTE                                   | #77 Proton Competition        | Christian Ried Lorenzo Ferrari Gianmaria Bruni        | Porsche 911 RSR-19       | 1:42,977       | 14             |
| Sesja druga                             |                               |                                                       |                          |                |                |
| LMP2                                    | #9 Prema Racing               | Juan Manuel Correa Louis Delétraz Ferdinand Habsburg  | Oreca 07                 | 1:32,876       | 48             |
| LMP3                                    | #4 DKR Engineering            | Sebastián Álvarez Alexander Bukhantsov Tom Van Rompuy | Duqueine M30 - D08       | 1:38,424       | 25             |
| LMGTE                                   | #18 Absolute Racing           | Andrew Haryanto Martin Rump Alessio Picariello        | Porsche 911 RSR-19       | 1:41,285       | 41             |
| Źródła                                  |                               |                                                       |                          |                |                |

## Kwalifikacje
Pole position w każdej kategorii oznaczone jest pogrubieniem.
| Poz.   | Klasa | Zespół                        | Kierowca           | Czas     | Strata  | Poz. s. |
| ------ | ----- | ----------------------------- | ------------------ | -------- | ------- | ------- |
| 1      | LMP2  | #34 Racing Team Turkey        | Jack Aitken        | 1:32,375 | —       | 1       |
| 2      | LMP2  | #9 Prema Racing               | Louis Delétraz     | 1:32,447 | +0,072  | 2       |
| 3      | LMP2  | #47 Algarve Pro Racing        | James Allen        | 1:32,551 | +0,176  | 3       |
| 4      | LMP2  | #65 Panis Racing              | Job van Uitert     | 1:32,592 | +0,217  | 4       |
| 5      | LMP2  | #22 United Autosports         | Tom Gamble         | 1:32,638 | +0,263  | 5       |
| 6      | LMP2  | #31 TDS Racing x Vaillante    | Mathias Beche      | 1:32,742 | +0,367  | 6       |
| 7      | LMP2  | #43 Inter Europol Competition | Pietro Fittipaldi  | 1:32,787 | +0,412  | 7       |
| 8      | LMP2  | #28 IDEC Sport                | Paul-Loup Chatin   | 1:32,878 | +0,503  | 8       |
| 9      | LMP2  | #88 AF Corse                  | Alessio Rovera     | 1:32,920 | +0,545  | 9       |
| 10     | LMP2  | #24 Nielsen Racing            | Ben Hanley         | 1:32,934 | +0,559  | 10      |
| 11     | LMP2  | #37 COOL Racing               | Yifei Ye           | 1:33,032 | +0,657  | 11      |
| 12     | LMP2  | #35 BHK Motorsport            | Sergio Campana     | 1:33,120 | +0,745  | 12      |
| 13     | LMP2  | #21 Mühlner Motorsport        | Ugo de Wilde       | 1:33,137 | +0,762  | 13      |
| 14     | LMP2  | #51 Team Virage               | Gabriel Aubry      | 1:33,218 | +0,843  | 14      |
| 15     | LMP2  | #30 Duqueine Team             | Richard Bradley    | 1:33,374 | +0,999  | 15      |
| 16     | LMP2  | #19 Algarve Pro Racing        | Bent Viscaal       | 1:33,421 | +1,046  | 16      |
| 17     | LMP3  | #17 COOL Racing               | Malthe Jakobsen    | 1:37,100 | +4,725  | 17      |
| 18     | LMP3  | #13 Inter Europol Competition | Guilherme Oliveira | 1:37,275 | +4,900  | 18      |
| 19     | LMP3  | #3 United Autosports          | Kay van Berlo      | 1:37,570 | +5,195  | 19      |
| 20     | LMP3  | #4 DKR Engineering            | Sebastián Álvarez  | 1:37,676 | +5,301  | 20      |
| 21     | LMP3  | #27 COOL Racing               | Antoine Doquin     | 1:37,806 | +5,431  | 21      |
| 22     | LMP3  | #15 RLR MSport                | Valentino Catalano | 1:37,883 | +5,508  | 22      |
| 23     | LMP3  | #10 Eurointernational         | Xavier Lloveras    | 1:37,886 | +5,511  | 23      |
| 24     | LMP3  | #2 United Autosports          | Bailey Voisin      | 1:37,923 | +5,548  | 24      |
| 25     | LMP3  | #14 Inter Europol Competition | Mateusz Kaprzyk    | 1:38,149 | +5,774  | 25      |
| 26     | LMP3  | #5 RLR MSport                 | Alex Kapadia       | 1:38,153 | +5,778  | 26      |
| 27     | LMP3  | #6 360 Racing                 | Ross Kaiser        | 1:38,228 | +5,853  | 27      |
| 28     | LMP3  | #7 Nielsen Racing             | James Littlejohn   | 1:38,579 | +6,204  | 28      |
| 29     | LMP3  | #11 Eurointernational         | Max Koebolt        | 1:38,689 | +6,314  | 29      |
| 30     | LMGTE | #83 Iron Lynx                 | Sarah Bovy         | 1:41,888 | +9,513  | 30      |
| 31     | LMGTE | #66 JMW Motorsport            | Giacomo Petrobelli | 1:41,916 | +9,541  | 31      |
| 32     | LMGTE | #32 Rinaldi Racing            | Diego Alessi       | 1:42,015 | +9,640  | 32      |
| 33     | LMGTE | #69 Oman Racing with TF Sport | Ahmad Al Harthy    | 1:42,084 | +9,709  | 33      |
| 34     | LMGTE | #77 Proton Competition        | Christian Ried     | 1:42,273 | +9,898  | 34      |
| 35     | LMGTE | #93 Proton Competition        | Michael Fassbender | 1:42,585 | +10,210 | 35      |
| 36     | LMGTE | #57 Kessel Racing             | Takeshi Kimura     | 1:42,651 | +10,276 | 36      |
| 37     | LMGTE | #33 Rinaldi Racing            | Christian Hook     | 1:43,457 | +11,082 | 37      |
| 38     | LMGTE | #60 Iron Lynx                 | Claudio Schiavoni  | 1:43,644 | +11,269 | 38      |
| 39     | LMGTE | #95 Oman Racing with TF Sport | John Hartshorne    | 1:44,408 | +12,033 | 39      |
| 40     | LMGTE | #18 Absolute Racing           | Andrew Haryanto    | 1:45,299 | +12,924 | 40      |
| Źródła |       |                               |                    |          |         |         |

## Wyścig

### Wyniki
Minimum do bycia sklasyfikowanym (70 procent dystansu pokonanego przez zwycięzców wyścigu) wyniosło 88 okrążeń. Zwycięzcy klas są oznaczeni pogrubieniem.
| Poz.              | Klasa         | Zespół                        | Kierowcy                                                  | Samochód                 | Opony | Okr. | Czas/Strata  |
| ----------------- | ------------- | ----------------------------- | --------------------------------------------------------- | ------------------------ | ----- | ---- | ------------ |
| 1                 | LMP2          | #9 Prema Racing               | Juan Manuel Correa Louis Delétraz Ferdinand Habsburg      | Oreca 07                 | G     | 126  | 4:00:17,688  |
| 2                 | LMP2          | #65 Panis Racing              | Nicolas Jamin Job van Uitert Julien Canal                 | Oreca 07                 | G     | 126  | +49,262      |
| 3                 | LMP2          | #37 COOL Racing               | Yifei Ye Niklas Krütten Nicolas Lapierre                  | Oreca 07                 | G     | 126  | +51,296      |
| 4                 | LMP2          | #43 Inter Europol Competition | David Heinemeier-Hansson Fabio Scherer Pietro Fittipaldi  | Oreca 07                 | G     | 125  | +1 okrążenie |
| 5                 | LMP2          | #19 Algarve Pro Racing        | Bent Viscaal Filip Ugran                                  | Oreca 07                 | G     | 125  | +1 okrążenie |
| 6                 | LMP2 (Pro-Am) | #34 Racing Team Turkey        | Jack Aitken Charlie Eastwood Salih Yoluç                  | Oreca 07                 | G     | 125  | +1 okrążenie |
| 7                 | LMP2          | #28 IDEC Sport                | Paul Lafargue Paul-Loup Chatin Patrick Pilet              | Oreca 07                 | G     | 124  | +2 okrążenia |
| 8                 | LMP2 (Pro-Am) | #88 AF Corse                  | François Perrodo Alessio Rovera Nicklas Nielsen           | Oreca 07                 | G     | 124  | +2 okrążenia |
| 9                 | LMP2          | #30 Duqueine Team             | Memo Rojas Richard Bradley Rui Andrade                    | Oreca 07                 | G     | 124  | +2 okrążenia |
| 10                | LMP2 (Pro-Am) | #24 Nielsen Racing            | Rodrigo Sales Matthew Bell Ben Hanley                     | Oreca 07                 | G     | 122  | +4 okrążenia |
| 11                | LMP2 (Pro-Am) | #31 TDS Racing x Vaillante    | Philippe Cimadomo Mathias Beche Tijmen van der Helm       | Oreca 07                 | G     | 121  | +5 okrążeń   |
| 12                | LMP3          | #17 COOL Racing               | Malthe Jakobsen Maurice Smith Michael Benham              | Ligier JS P320           | M     | 121  | +5 okrążeń   |
| 13                | LMP3          | #2 United Autosports          | Bailey Voisin Finn Gehrsitz Joshua Caygill                | Ligier JS P320           | M     | 120  | +6 okrążeń   |
| 14                | LMP2          | #35 BHK Motorsport            | Francesco Dracone Sergio Campana Markus Pommer            | Oreca 07                 | G     | 119  | +7 okrążeń   |
| 15                | LMP3          | #27 COOL Racing               | Jean-Ludovic Foubert Antoine Doquin Nicolas Maulini       | Ligier JS P320           | M     | 119  | +7 okrążeń   |
| 16                | LMP3          | #3 United Autosports          | James McGuire Kay van Berlo Andrew Bentley                | Ligier JS P320           | M     | 119  | +7 okrążeń   |
| 17                | LMP3          | #5 RLR MSport                 | Alex Kapadia Nick Adcock Michael Jensen                   | Ligier JS P320           | M     | 119  | +7 okrążeń   |
| 18                | LMP3          | #4 DKR Engineering            | Sebastián Álvarez Alexander Bukhantsov Tom Van Rompuy     | Duqueine M30 - D08       | M     | 119  | +7 okrążeń   |
| 19                | LMGTE         | #83 Iron Lynx                 | Sarah Bovy Michelle Gatting Doriane Pin                   | Ferrari 488 GTE Evo      | G     | 118  | +8 okrążeń   |
| 20                | LMP3          | #15 RLR MSport                | Horst Felbermayr Jr Austin McCusker Valentino Catalano    | Ligier JS P320           | M     | 118  | +8 okrążeń   |
| 21                | LMGTE         | #69 Oman Racing with TF Sport | Ahmad Al Harthy Samuel De Haan Marco Sørensen             | Aston Martin Vantage AMR | G     | 117  | +9 okrążeń   |
| 22                | LMGTE         | #57 Kessel Racing             | Takeshi Kimura Frederik Schandorff Mikkel Jensen          | Ferrari 488 GTE Evo      | G     | 117  | +9 okrążeń   |
| 23                | LMGTE         | #60 Iron Lynx                 | Matteo Cressoni Davide Rigon Claudio Schiavoni            | Ferrari 488 GTE Evo      | G     | 117  | +9 okrążeń   |
| 24                | LMGTE         | #77 Proton Competition        | Christian Ried Lorenzo Ferrari Gianmaria Bruni            | Porsche 911 RSR-19       | G     | 116  | +10 okrążeń  |
| 25                | LMP3          | #14 Inter Europol Competition | James Dayson Noam Abramczyk Mateusz Kaprzyk               | Ligier JS P320           | M     | 116  | +10 okrążeń  |
| 26                | LMGTE         | #18 Absolute Racing           | Andrew Haryanto Martin Rump Alessio Picariello            | Porsche 911 RSR-19       | G     | 116  | +10 okrążeń  |
| 27                | LMGTE         | #66 JMW Motorsport            | Giacomo Petrobelli Matthew Payne Sean Hudspeth            | Ferrari 488 GTE Evo      | G     | 116  | +10 okrążeń  |
| 28                | LMGTE         | #93 Proton Competition        | Michael Fassbender Zacharie Robichon Richard Lietz        | Porsche 911 RSR-19       | G     | 116  | +10 okrążeń  |
| 29                | LMGTE         | #32 Rinaldi Racing            | Diego Alessi Nicolas Varrone                              | Ferrari 488 GTE Evo      | G     | 115  | +11 okrążeń  |
| 30                | LMP3          | #10 Eurointernational         | Xavier Lloveras Miguel Cristóvão                          | Ligier JS P320           | M     | 115  | +11 okrążeń  |
| Niesklasyfikowani |               |                               |                                                           |                          |       |      |              |
|                   | LMP3          | #13 Inter Europol Competition | Nicolas Pino Charles Crews Guilherme Oliveira             | Ligier JS P320           | M     | 113  |              |
|                   | LMGTE         | #95 Oman Racing with TF Sport | John Hartshorne Henrique Chaves Jonathan Adam             | Aston Martin Vantage AMR | G     | 110  |              |
|                   | LMP2          | #22 United Autosports         | Philip Hanson Tom Gamble Duncan Tappy                     | Oreca 07                 | G     | 95   |              |
|                   | LMP2 (Pro-Am) | #51 Team Virage               | Rob Hodes Ian Rodríguez Gabriel Aubry                     | Oreca 07                 | G     | 83   |              |
|                   | LMGTE         | #33 Rinaldi Racing            | Christian Hook Fabrizio Crestani Jeroen Bleekemolen       | Ferrari 488 GTE Evo      | G     | 78   |              |
|                   | LMP2 (Pro-Am) | #47 Algarve Pro Racing        | John Falb Alexander Peroni James Allen                    | Oreca 07                 | G     | 56   |              |
|                   | LMP3          | #6 360 Racing                 | Terrence Woodward Ross Kaiser Santiago Concepción Serrano | Ligier JS P320           | M     | 39   |              |
|                   | LMP2          | #21 Mühlner Motorsport        | Matthias Kaiser Thomas Laurent Ugo de Wilde               | Oreca 07                 | G     | 16   |              |
|                   | LMP3          | #7 Nielsen Racing             | Anthony Wells James Littlejohn                            | Ligier JS P320           | M     | 14   |              |
| Źródło            |               |                               |                                                           |                          |       |      |              |

### Statystyki

#### Najszybsze okrążenie
| Klasa  | Kierowca           | Zespół                      | Czas     | Okr. |
| ------ | ------------------ | --------------------------- | -------- | ---- |
| LMP2   | Juan Manuel Correa | #9 Prema Racing             | 1:33,547 | 37   |
| LMP3   | Kay van Berlo      | #3 United Autosports        | 1:38,422 | 119  |
| LMGTE  | Jonathan Adam      | #95 Oman Racing by TF Sport | 1:41,312 | 23   |
| Źródło |                    |                             |          |      |

#### Prowadzenie w wyścigu
| Zespół                        | Okrążenia        | Suma |      |
| LMP2                          | LMP2             | LMP2 | LMP2 |
| ----------------------------- | ---------------- | ---- | ---- |
| #34 Racing Team Turkey        | 1                | 1    |      |
| #9 Prema Racing               | 2–9, 69–126      | 66   |      |
| #43 Inter Europol Competition | 10–44            | 35   |      |
| #31 TDS Racing x Vaillante    | 45–68            | 24   |      |
| LMP3                          |                  |      |      |
| #17 COOL Racing               | 1–5, 39, 86–121  | 42   |      |
| #13 Inter Europol Competition | 6–38, 40–85      | 79   |      |
| LMGTE                         |                  |      |      |
| #83 Iron Lynx                 | 1, 17–35, 58–118 | 81   |      |
| #69 Oman Racing with TF Sport | 2–5, 16, 36–57   | 27   |      |
| #32 Rinaldi Racing            | 6–15             | 10   |      |
| Źródło                        |                  |      |      |